# Ostrov prince Waleského (Nunavut)
Ostrov prince Waleského (anglicky Prince of Wales Island) je neobydlený ostrov Kanadského arktického souostroví v Severním ledovém oceánu. Ze správního hlediska patří do teritoria Nunavutu v Kanadě. S rozlohou 33 339 čtverečních kilometrů je desátým největším ostrovem Kanady a čtyřicátým největším celosvětově.
Leží východně od Viktoriina ostrova, jižně od ostrovů královny Alžběty a západně od ostrova Somerset.
Objeven byl v roce 1851 Williamem Kennedym a Josephem-René Bellotem, kteří pátrali po Franklinově expedici. Pojmenován byl po nejstarším synovi královny Viktorie Albertu Edvardovi, který byl v té době princem z Walesu a později nastoupil na trůn jako Eduard VII.